# Оноре III (князь Монако)
Оноре III (фр. Honoré III, 10 ноября 1720, Париж — 21 марта 1795, Париж) — пятый князь Монако, правивший в 1732—1793 годах.

## Биография
Оноре III был сыном наследной принцессы Монако Луизы-Ипполиты и её супруга, аристократа из Нормандии, Жака де Матиньона. Родители Оноре поженились в 1715 году, и после смерти последнего мужского представителя правящей в Монако старшей линии династии Гримальди, отца Луизы-Ипполиты, князя Антуана I, Жак де Матиньон с женой и детьми в 1731 году переезжает из Парижа в Монако и берёт в свои руки правление княжеством. Для официального утверждения главой государства он должен был, однако, принять фамилию Гримальди и её фамильный герб.
Прибытие принцессы Луизы-Ипполиты жители княжества, монегаски, встретили с восторгом, однако её супругу они не доверяли, видя в нём лишь ищущего власти чужеземца. Особенно обострилась ситуация в княжестве после смерти в декабре 1731 года Луизы-Ипполиты. Неспособный противостоять настроенному против него коренному населению, Жак I в мае 1732 года слагает с себя власть и фактически передаёт её своему сыну Оноре. Сам же князь уезжает во Францию и живёт попеременно то в Версале, то в Париже. Таким образом, Оноре III становится князем в возрасте 11 лет (официально — с 7 ноября 1733 года, когда Жак I официально отрекается от трона).
Оноре III мало занимался делами княжества. Так как он вступил на престол несовершеннолетним, в Монако вместо него правил регент — Антуан-Шарль (по прозванию «шевалье Гримальди»), внебрачный сын князя Антуана I. В молодости Оноре III делает карьеру, служа во французской армии, что укрепило давние связи между правящими домами Франции и Монако. Когда во время войны за Австрийское наследство княжество было осаждено австро-сардинской армией, на помощь Монако Франция послала свои войска. Оноре III вернулся в Монако лишь в 1784 году, после смерти управлявшего княжеством от его имени Антуана-Шарля.
В 1757 году, 5 июля Оноре III вступает в брак с итальянской аристократкой Марией Катериной Бриньоле-Сале, от которой имел двух сыновей — наследника престола Оноре IV (1758—1819) и Жозефа (1767—1816). В 1770 году он разводится с Марией-Катериной. В течение всего XVIII столетия представители династии Гримальди поддерживали близкие отношения с французскими королями Людовиком XV и Людовиком XVI, что было взаимовыгодно — князья Монако обладали во Франции значительными владениями и феодальными правами, в то же время такая связь позволяла Франции оказывать влияние на события в княжестве.
После Великой французской революции 1789 года Оноре III потерял во Франции все свои особые права, его земли там были конфискованы. После провозглашения Франции республикой и свержения там короля в 1792, под влиянием этих событий в Монако возникает Республиканская партия, требовавшая также ликвидации княжеской власти и соединения Монако с Францией. Оноре III не мог противостоять поддержанным Французской республикой мятежникам. В 1793 году княжество было аннексировано Францией, сам же Оноре III — арестован и заключён в одну из парижских тюрем, где он в 1795 году и скончался.
Супруга его младшего сына Жозефа была казнена (гильотинирована), другие же члены семьи Гримальди также или находились в заключении (как его старший сын Оноре IV), или материально бедствовали во Франции. Лишь в 1814 году, с возвращением к власти во Франции Бурбонов, больной Оноре IV был освобождён и вернул себе отцовское наследство в Монако.